# Puperita
Puperita is een geslacht van weekdieren uit de klasse van de Gastropoda (slakken).

## Soort
- Puperita pupa (Linnaeus, 1767)